# Samaipaticereus corroanus
Samaipaticereus corroanus Cárdenas è una pianta succulenta della famiglia delle Cactaceae. È l'unica specie nota del genere Samaipaticereus.

## Distribuzione e habitat
Questa specie è diffusa in  Perù e Bolivia.